# Bazzania kiushiana
Bazzania kiushiana là một loài Rêu trong họ Lepidoziaceae. Loài này được S. Hatt. mô tả khoa học đầu tiên năm 1944.